# Premio Pulitzer per il miglior giornalismo locale
Il premio Pulitzer per il miglior giornalismo locale (Pulitzer Prize for Local Reporting) è uno dei quattordici premi Pulitzer per il giornalismo che vengono conferiti ogni anno in America. Viene assegnato a un esempio di giornalismo locale che mette in luce un particolare problema.

## Storia
Questo premio fu assegnato a partire dal 1948 e fino al 1952 e poi nuovamente a partire dal 2007.
Tra il 1953 e il 2005 vennero assegnati diversi altri premi Pulitzer, nessuno dei quali, tuttavia, dedicati specificamente al giornalismo locale: 
- A partire dal 1953 si cominciarono ad assegnare due premi, il Pulitzer Prize for Local Reporting, Edition Time e il Pulitzer Prize for Local Reporting, No Edition Time. Tra il 1964 e il 1984 i due premi vennero assegnati rispettivamente come Local Investigative Specialized Reporting e Local General or Spot News Reporting
- Nel 1985 vennero introdotti diversi nuovi premi Pulitzer:
  - il Pulitzer Prize for Explanatory Journalism (divenuto dal 1998 Pulitzer Prize for Explanatory Reporting),
  - il Pulitzer Prize for General News Reporting (divenuto dal 1991 il Pulitzer Prize for Spot News Reporting e dal 1998 il Pulitzer Prize for Breaking News Reporting),
  - il Pulitzer Prize for Investigative Reporting,
  - il Pulitzer Prize for Specialized Reporting (assegnato fino al 1990).

## Albo d'oro

### Anni 1940
- 1948: George Goodwin, The Atlanta Journal, per la sua storia sulla frode nei voti della Telfair County, pubblicato nel 1947
- 1949: Malcolm Johnson, The Sun, per la sua serie di 24 articoli dal titolo "Crime on the Waterfront" a New York City. Da questi articoli è stata tratta la storia di Fronte del portodi Elia Kazan con Marlon Brando

### Anni 1950
- 1950: Meyer Berger, The New York Times, per la sua storia sul massacro commesso da Howard Unruh a Camden (New Jersey)
- 1951: Edward S. Montgomery, San Francisco Examiner, per la sua serie di articoli sulle frodi fiscali che hanno coinvolto il Bureau of Internal Revenue
- 1952: George De Carvalho, San Francisco Chronicle, per le sue storie sul racket dei riscatti a danno della comunità cinese negli Stati Uniti

### Anni 2000
- 2007: Debbie Cenziper, Miami Herald, per i servizi sulla Miami housing agency e le indagini su rifiuti e favoritismi
- 2008: Dave Umhoefer, Milwaukee Journal Sentinel, per le sue storie sulle leggi fiscali e le pensioni di impiegati delle contea
- 2009: lo staff del Detroit Free Press, e in particolare Jim Schaefer e M.L. Elrick, per aver svelato le menzogne del sindaco Kwame Kilpatrick, compreso l'aver negato una relazione sessuale con il membro dello staff Christine Beatty, culminate nell'arresto dei dueOriginal series
- 2009: Ryan Gabrielson e Paul Giblin, East Valley Tribune, per aver investigato sull'applicazione delle leggi sull'immigrazione da parte del giudice popolare Joe Arpaio

### Anni 2010
- 2010: Raquel Rutledge, Milwaukee Journal Sentinel, per i suoi servizi sugli abusi in un programma sulla cura di minori di famiglie povere
- 2011: Frank Main, Mark Konkol e John J. Kim, Chicago Sun-Times, per i loro servizi sulla violenza nei quartieri di Chicago
- 2012: Sara Ganim e lo staff del The Patriot-News, per aver rivelato la storia di abusi sessuali nei confronti di minori alla Pennsylvania State University, che ha coinvolto l'ex allenatore di football Jerry Sandusky
- 2013: Brad Schrade, Jeremy Olson e Glenn Howatt, Star Tribune (Minneapolis), per il loro servizio[4] sulla serie di morti infantili avvenute in asili privati in mancanza di regole
- 2014: Will Hobson e Michael LaForgia, Tampa Bay Times, per la loro indagine sulle squallide condizioni degli alloggi per i senzatetto della città
- 2015: Rob Kuznia, Rebecca Kimitch e Frank Suraci, Daily Breeze, per l'inchiesta sulla diffusa corruzione nel distretto scolastico di Centinela Valley Union
- 2016: Michael LaForgia, Cara Fitzpatrick e Lisa Gartner, Tampa Bay Times, per i suoi servizi su di un consiglio scolastico locale
- 2017: Lo staff del Salt Lake Tribune, per i servizi sul crudele trattamento riservato alle vittime di abusi sessuali alla Brigham Young University, una delle istituzioni più potenti dello Utah
- 2018: Lo staff del The Cincinnati Enquirer, per un resoconto e per dei filmati avvincenti e perspicaci che documentano 6 giorni della Greater Cincinnatis heroin epidemic, rivelando come questa dipendenza mortale ha devastato famiglie e comunità
- 2019: Lo staff del The Advocate (Baton Rouge, Louisiana), per una rappresentazione schiacciante del discriminatorio sistema di condanne dello Stato, inclusa una legge dell'era Jim Crow, che ha consentito ai tribunali della Louisiana di mandare in carcere gli imputati senza il consenso della giuria riguardo alla colpevolezza dell'imputato

### Anni 2020
- 2020: Lo staff del The Baltimore Sun, per un reportage illuminante e di forte impatto su un rapporto finanziario redditizio e non divulgato tra il sindaco della città e il sistema ospedaliero pubblico
- 2021: Kathleen McGrory e Neil Bedi del Tampa Bay Times per un creativo reportage su un'operazione di intelligence condotta da un potente sceriffo locale che utilizzava algoritmi e modelli informatici per identificare persone sospettate di aver commesso reati o che avrebbero potuto commetterne, inclusi ragazzi in età scolare
- 2022: Madison Hopkins del Better Government Association e  Cecilia Reyes del Chicago Tribune per un'inchiesta sulla lunga serie di mancate applicazioni di norme antincendio e sulla sicurezza degli edifici nella città di Chicago
- 2023:
  - Anna Wolfe del Mississipi Today per aver rivelato come un ex governatore dello stato abbia distratto fondi destinati al welfare per fini personali
  - John Archibald, Ashley Remkus, Ramsey Archibald e Challen Stephens di Al.com per una serie che ha mostrato il modo in cui le forze di polizia di Brookside abbiano sfruttato i residenti per aumentare le entrate attraverso multe e arresti arbitrari
- 2024: Sarah Conway, City Bureau e Trina Reynolds-Tyler di Invisible Institute per indagini sulla sparizione di donne e ragazze nere a Chicago, mettendo in evidenza come il razzismo sistemico e la negligenza delle locali forze di polizia abbiano contribuito ad acuire il problema